# Stand-by (film)
Stand-by je francouzský hraný film z roku 2000, který režíroval Roch Stéphanik podle vlastního scénáře. Snímek měl světovou premiéru dne 26. července 2000.

## Děj
Gérard a Hélène se po osmi letech společného života rozhodnou usadit se v Buenos Aires v Argentině. Ale na letišti Orly, když se chystají nastoupit, Gérard své partnerce oznámí, že ji opouští, že ji už nemiluje, a že odchází sám. Když se Hélène probere ze šoku, rozhodne se zůstat na letišti. Prostituuje se s cestujícími v tranzitu, nejprve neobratně, pak bezohledněji. Poté, co se stala postavou v Orly, spojenou s barmanem, začíná svůj podivný život.

## Obsazení
| Dominique Blancová | Hélène                   |
| Roschdy Zem        | Marco                    |
| Patrick Catalifo   | Gérard                   |
| Jean-Luc Bideau    | švýcarský klient         |
| Georges Corraface  | klient z parkoviště      |
| Gamil Ratib        | lékař                    |
| Cécile Brune       | Isabelle                 |
| Rémi Martin        | násilník                 |
| Catherine Sola     | zdravotní sestra         |
| Laura Mañá         | hosteska z Air Argentina |
| Asil Raïs          | indický klient           |
| Franck Gourlat     | inspektor                |
| Olivier Claverie   | klient u počítače        |
| Nathalie Bécue     | policistka               |
| Éric Frachet       | pocejní inspektor        |

## Ocenění
- Mezinárodní filmový festival v Káhiře: Cena za nejlepší režii a nejlepší herečku (Dominique Blanc)
- Světový filmový festival v Montrealu: Cena za nejlepší debut
- Filmový festival v Avignonu: Cena za natáčení
- César: nejlepší herečka (Dominique Blancová); nominace na nejlepší filmový debut
- Mezinárodní festival nezávislého filmu v Buenos Aires: nominace na nejlepší film